# Француски револуционарни ратови
Француски револуционарни ратови су били серија војних сукоба између 1792. и 1802, у којима су учествовале снаге владе француске револуције и неколико европских земаља. Обично се деле на Прву коалицију (1792—1797) и Другу коалицију (1798—1801), иако је Француска била непрестано у рату са Британијом од 1793. до 1802. Захваљујући преданости и војним иновацијама француских револуционара, француска револуционарна војска је победила многе коалиције формиране против ње и успела је да стави под контролу Холандију, Италију и Рајнску област. У ратовима је учествовао велики број војника, углавном због примене модерне масовне регрутације. Непријатељствима је дошао крај са Амијенским миром (1802). Француска је, међутим наставила, да ратује у тзв. Наполеоновим ратовима. Оба ова сукоба чине оно што се назива Велики француски рат.

## Увод
Револуционарна збивања у Француској су већ 1789. године утицала на буђење народа у читавој Европи. Потресала су апсолутистичке европске монархије. Европљани у многим земљама укључују се у политичке борбе, посећују клубове и пропагирају идеју револуције. Швајцарске и женевске избеглице формирале су 1790. године Хелветски клуб. У прихватању револуционарних идеја највише се истичу Енглеска и Немачка. Покрет осваја и сељаке и буржоазију. У Енглеској се 1790. године формира Уставно удружење. Аристократија ових држава заузима, наравно, контрареволуционарно држање. Подстичу их и емигранти из Француске. На њиховој страни је и папа Пије VI, а потајно и Луј XVI. Руска царица Катарина II и шведски краљ Густав III били су спремни за борбу против револуционара. Пристају и пруски краљ Фридрих Вилхелм II и сардинијски краљ Виктор-Амадео III. Леополд II и енглеска влада били су задовољни тиме што је власт француског краља ослабила. Алзас, до тада немачка територија, такође је изгласао припајање Француској. Скупштина је прихватила да анектира Авињон и Алзас. Тиме је уздрмана дипломатија старог поретка.
До објаве рата дошло је после смрти цара Леополда II (1. март 1792.) кога је наследио ратоборни Франц II (1792—1836). Тиме избија рат који не престаје до 1815. године.

## Кампања 1792. године
Француска војска је 1792. године била растројена. Најмање половина од 12.000 официра је емигрирала те је укупан број способних војника сведен на око 150.000. Родољубиви војници нису били дисциплиновани. Главна команда била је осредња. Министар спољних послова, Шарл Димурје је наредио да три армије пређу у офанзиву. Французи су брзим нападом окупирали целу Белгију коју је бранило 35.000 Аустријанаца. Међутим, по доласку аустријских појачања, француски генерали наређују повлачење. У Арденима се Ла Фајет није ни помакао. Робеспјер га критикује и нема поверења у њега. Ла Фајет је изјавио да је са војском спреман да пође на Париз, против јакобинаца. Војни неуспеси подстакли су национални занос. Неки жирондински министри отпуштени су од стране краља. Жирондинци су упутили апел народу – прогласом „Домовина је у опасности“. Војска пруског војводе Брауншвајга прелази на француску територију. Јакобинци су заборавили на непријатељство са жирондинцима због опасности од непријатеља. Опремају се нови батаљони. Проглас је ујединио народ. Међутим, национално јединство осујетили су жирондинци који су повели тајне преговоре са двором. Луј их је одбио, а народ се побунио. Жирондинци осуђују ове немире. Тиме осуђују себе и свој поредак из 1791. године. Генерал Ла Фајет је 19. августа прешао Аустријанцима.
Дана 10. августа у Паризу је избио устанак санкилота. Устаници масакрирају краљеву Швајцарску гарду и заузимају замак Тиљерије. Краљ се склонио у Народну скупштину која га је лишила власти. Напредовање пруске војске подстакло је револуционарни занос у Француској. Резултат су септембарски масакри у којима је од 2. до 7. септембра страдало 11.000 затвореника.

### Битка код Валмија
Пруси за то време напредују. Верден је капитулирао 2. септембра. Непријатељска војска свуда се сукобљава са Французима чији је главни заповедник Димурје. Он се повлачи ка југу под притиском Пруса те пут ка Паризу остаје слободан. Прусима се 19. септембра испречио генерал Келерман са бројнијом војском (50/34 хиљада војника). Битка је вођена код Валмија. Брауншвајг је намеравао да опколи непријатеља, али је пруски краљ захтевао директан напад. Пруски краљ се надао да ће Келермана натерати у бекство. Међутим, машући шеширом на врху мача уз повике „Живела нација“, Келерман је предводио Французе који се нису ни помакли. Пруска пешадија је заустављена. Брауншвајг није смео наредити напад. Пруска армија не трпи губитке. Валми не представља стратешку већ моралну победу. Натпис на месту битке каже: „На данашњи дан и на овом месту почиње нова ера у светској историји“. Пруска војска се повлачи због несташице хране и епидемија. Верден је убрзо ослобођен. На дан битке код Валмија, 20. септембра 1792. године, Законодавну скупштину је заменио Национални конвент.

### Формирање Прве коалиције
Армија Републике након победе код Валмија избија на Алпе и Рајну. Ослобађају се Савоја и Ница, али и Шпејер, Вормс, Мајнц и Франкфурт на Рајни. Белгија је освојена у исто време. Аустријске снаге напао је генерал Димурје код села Жемапа. Аустријанци су поражени и протерани из Антверпена и Брисела. Победа код Жамепа прва је велика победа француске војске у рату Прве коалиције Конвент је једногласно изгласао припајање Савоје, Нице и Порајнја Француској што је била и жеља тамошњег становништва. У овим областима укинути су стари пореци и призната је власт народа. Укидају се десетине цркве и феудална права, стари порези се замењују новим, револуционарним. Ослобођени народи прихватају револуционарну диктатуру Француске. Европа је на ове нападе одговорила формирањем заједничке коалиције. Енглеска влада постепено напушта политику неутралности (на челу владе је Пит). На вест о погубљењу Луја XVI лондонски двор је прогласио жалост. Конвент је 1. фебруара 1793. године објавио рат Енглеској и Холандији. Шпанија је одбила да прими посланика Конвента те је Конвента те је 7. марта Конвент објавио рат Шпанији. Затим је дошло до прекида са италијанским владарима, најпре са папом, затим са владарима Напуља, Тоскане и Млетачке републике. Изузев Швајцарске и скандинавских држава, Француска је била у рату са целом Европом. Творац коалиције је Енглеска која је запечатила савез низом уговора (март-септембар 1793).

## Кампања 1793. године
Републиканске армије губе бројчану премоћ. Доносе се нови закони о истим униформама и редовним платама. Неуспех офанзиве у Холандији означио је почетак војне 1793. године. Димурје је заузео Бреду, али је поражен од аустријског врховног заповедника Кобурга у Белгији. Белгија је убрзо изгубљена. Димурје се повлачи. Након пораза код Нервиндена (28. март), Димурје се повезао са Аустријанцима у намери да растера Конвент и успостави устав из 1791. године у корист малолетног Луја XVII . Конвент је издао наређење да се Димурје ухапси. Он је 5. априла 1793. године пребегао у аустријске линије пред ватром француских добровољаца. Французи губе Белгију и леву обалу Рајне. Рат се поново преноси на националну територију.

### Пад Жирондинаца
Порази у Белгији изазивају национално буђење у Паризу. Револуционарни суд формиран је 10. марта 1793. године. Сукоб Жиронде и Монтање је у завршној фази. Робеспјер је са нападима отпочео 3. априла. У департманима Жиронда сарађује са аристократијом. Жиронда је отпочела борбу против монтањарске тврђаве, Париске комуне, за коначну побуну. Комисија дванаесторице наредила је маја хапшење Ебера због писања у свом листу. Устанак Монтање отпочео је 31. маја на исти начин као и 10. августа; масу су чинили париски санкилоти. Делегати секција Комуне појавили су се пред Конвентом око 5 сати увече. Комисија дванаесторице је укинута те се устаници повлаче. Другог јуна поново избија покрет. Устанички одбор опколио је Конвент са око 80.000 људи из Националне гарде. Немоћни чланови Конвента су се покорили. Конвент је донео одлуку о хапшењу 29 посланика Жиронде. Тиме је завршена борба Монтање и Жиронде. Жирондинци су пали са власти, а отпочео је период јакобинске власти.

### Завођење диктатуре
Сви напори јакобинаца и Комитета усмерени су победи на фронтовима и разбијању контрареволуције у земљи. Комитет је озаконио репресију власти. То је и време најјачег утицаја санкилота. Комитет је покушао да га ограничи што доводи до постепеног расцепа између јакобинаца и санкилота. Терор је организован септембра 1793. године. Осуђено је на смрт 66 особа (четвртина од особа изведених пред Револуционарни суд). Октобра почиње извођење жирондинаца пред Револуционарни суд. Покренут је процес и против Марије Антоанете. Бивша краљица је гиљотинирана 16. октобра 1793. године. Процесуирани жирондинци погубљени су 31. октобра. У последња три месеца 1793. године смртном казном осуђено је 45% оптужених.
Сен Жист, Кутон и Робеспјер играли су важну улогу у руковођењу ратом као председници Комитета јавног спаса. Мобилизација је довела до тога да војска броји 650.000 људи. Победа се јасно видела још у јесен 1793. године. Устанак у Лиону угушен је исте године. Угушена је Вандејска буна захваљујући енергичним мерама Комитета. Падају Нант и Мајнц. Север Француске ослобођен је енглеског притиска. Шпанци су потиснути, а Савоју ослобађа Келерман. 

## Кампања 1794. године
У пролеће 1794. године, захваљујући регрутацији које су спровели јакобинци, француска војска има више од милион људи који су распоређени у 12 армија. Одлука о регрутовању 300.000 војника спроведена је током зиме 1793/4. године. Војници су бирали своје капларе. Они предлажу по тројицу кандидата нижих чинова за напредовање у више чинове. Армија јакобинаца је национална армија. Конвент је 27. јула 1793. године донео одлуку о кажњавању смртном казном пљачкаша и дезертера. Према војницима је нова власт била блага. Нарочито је Револуционарна влада желела у армији очувати демократски карактер. Армија је била инструмент политике Револуционарне владе. Под непосредном је командом Комитета јавног спаса.
Комитет јавног спаса напушта политику преговарања. Он, међутим, прави грешке не покушавајући да искористи подвојеност између чланица Прве коалиције (нпр. да подржи устанак Тадеуша Кошћушка у Пољској). Комитет је пазио да не повреди неутралност неких европских држава. Конвент је изразио поштовање војној неутралности швајцарских кантона и Сједињених Америчких Држава.
Насупрот јединицама аустријског генерала Кобурга, Французи су имали три армије: Северну (150.000 људи под Пишегријем), арденску (25.000) и мозелску (40.000 људи под Журданом). Пишегри је поразио Кобурка код Ипреса, а Журдан код Флериса. Огромне заслуге за победу има Сен Жист који је непрестано водио колоне у напад. Последица победе код Флериса је ослобађање Белгије. Пишегри је одбацио англо-холандске снаге ка северу. Журдан је одбацио Аустријанце ка истоку. Пишегри заузима Антверпен, а Журдан Лијеж. Енглеска флота господари Средоземним морем и заузима Корзику на којој је проглашена Англо-корзиканска краљевина (1794—1796). У Паризу је 27. јула 1794. године извршен државни удар којим су збачени јакобинци. Период Француске револуције након пада Максимилијана Робеспјера познат је као Термидорски период.

## Кампања 1795. године
Термидорска влада постиже спољнополитичке успехе. Холандија је заузета од стране Рајнске армије под Пишегријем. Јануара 1795. године проглашена је Батавијска република. Каталонија је заузета на јесен исте године захваљујући успесима француске пиринејске војске. Војска на Алпима је у дефанзиви. Прва коалиција се распада због међусобних сукоба. Пруска тражи компензацију на Истоку и са Русијом завршава другу поделу Пољске (1793). Следеће године Тадеуш Кошћушко диже устанак у Пољској. Пруси опседају, али не успевају да освоје Варшаву до доласка генерала Суворова. Уследила је трећа подела Пољске. За рат против устаника Пруси повлаче армије са запада. Фридрих Вилхелм II послао је представнике у Швајцарску да преговарају са Француском. Базелским уговором утаначен је мир. Француске снаге напуштају територије са десне стране Рајне, али настављају са окупацијом оних са леве стране до коначног мира. Хашким уговором са Батавијском републиком, Француска је добила Мастрихт и Венло (холандска Фландрија). Батавијска република издржавала је француске окупационе снаге од 25.000 војника на својој територији. Базелским уговором са Шпанијом, Француска се обавезала да напусти освојене делове Пиринејског полуострва, али је добила Санто Доминго у Антилима. Белгија је анектирана октобра 1795. године. Аустрија због тога не прекида рат.
Због оскудице смањивало се бројно стање француске војске. Од преко милион војника на почетку рата Прве коалиције, сада их је било мање од 500.000. Углавном су то били војници мобилизовани 1793. године. Због тога се код њих одржао јакобински грађански дух и дисциплина. Пишегри, кога су Аустријанци и Енглези придобили новцем на своју страну, слабо је помагао устаницима. Аустријанци заузимају Палатинат новембра 1795. године. Децембра је потписано примирје. Уставом из 1795. године извршна власт предата је у руке Директоријума.

## Кампања 1796. године
После преговора 1795. године, Коалиција је углавном спала на Аустрију и Енглеску. План војне за 1796. годину израдио је Карно. Најважнију улогу придавао је борбама у јужној Немачкој. Журданова армија марширала би ка Белу, док би мање важне армије, под Келерманом на Алпима и Шерером у Италији, освојиле Пијемонт и Ломбардију. Директоријум је сменио Шерера и на његово место поставио Наполеона Бонапарту.
Наполеонови успеси у Италији избацили су Аустрију из рата. У Пијемонту је у десет дана однео три значајне победе које су присилиле сардинијског краља на примирје. Париским миром (15. мај) краљ је уступио Француској Савоју и Ницу. Бонапарта је кренуо преко Поа до Пјаченце и нанео непријатељу пораз код Лодија након чега је заузео Милано. Бонапарта је опсео Мантову. Парма, Модена, Болоња и папа предају се Французима и пристају на примирја. Бонапарта је педесет милиона извукао из Италије, а од тога десет послао Директоријуму. Аустријанци су у четири наврата покушали да деблокирају Мантову, али их је Наполеон сваки пут поразио. Град се предао фебруара 1797. године. Борбе у Немачкој текле су лоше по Французе. Журдан је поражен. Ирска експедиција под Ошом сломљена је у истом моменту. Економском блокадом и запленом робе Директоријум се борио против Енглеза.

## Кампања 1797. године
Не водећи рачуна о инструкцијама Директоријума, Наполеон је формирао Циспаданску републику и са папом Пијем VI потписао мир у Толентину (фебруар 1797.) којим осваја Авињон, Ромању и у Француску односи бројна уметничка дела. Бонапарта је био главна нада Директоријума у војни 1797. године. Лазар Ош и Наполеон су 18. фруктидора (4. септембра) извршили државни удар којим је са власти збачен први Директоријум.
Нова власт враћа се старим дипломатским методама. Бонапарта мења Ломбардију за Млетачку републику. Аустрија тако добија излаз на море. Уступила је Белгију, а о левој обали Рајне касније ће се преговарати. Од Ломбардије и Циспаданске републике формирана је Цисалпинска република. У Лигурији јакобинци формирају Лигуријску републику на територији некадашње Републике Ђенове. Наполеон је 12. маја заузео Венецију и тиме окончао вишевековно постојање Млетачке републике.
Енглеска и Аустрија ступају у преговоре. Преговори са Енглеском нису успели због одбијања Енглеза да Француској врате Кејптаун и Цејлон које су освојили од Холанђана. Мир са Аустријом потписан је 18. октобра 1797. године у италијанском месту Кампоформио. Бонапарта се поново оглушио о наређења Директоријума и препустио је Аустрији Истру, Далмацију и Боку которску (некадашње Млетачке територије), Венецију и области до реке Адиђо. Аустрија је признала Цисалпинску републику, а Наполеон је задржао Јонска острва. Аустрија се одрекла Белгије и пристала на француску окупацију територија лево од Рајне.

## Кампања 1798. године
Директоријум је 26. октобра 1797. године одлучио да се против Енглеске формира армија на челу са Наполеоном Бонапартом. Французи су подсећани на енглеско отимање колонија; Енглези су освојили француски Мартиник, Свету Луцију и Тобаго, шпански Тринидад и холандску Гвајану. Налазили су се и на Цејлону и у Кејптауну. Француска колонијална трговина је упропаштена. Француска је забранила извоз ка Енглеској и тиме нанела веома јак ударац енглеској економији. Развијају се француски односи са Сједињеним Америчким Државама. На основу Бонапартеовог извештаја, напуштен је план о инвазији на Енглеску. Наполеон се припремао за експедицију на Египат. Поред Батавијске и Цисалпинске републике, нове француске вазалне државе постају Хелветска и Римска република. Хелветска република основана је 1798. године на територији некадашње Старе швајцарске конфедерације која је постојала још од 1291. године. Формирана је, наравно, по узору на Француску републику; укинут је феудализам и донесен устав. Због нестабилности унутар државе, Наполеон је 1803. године пристао на компромис са старим режимом. Хелветска република је укинута и поново је уведен феудални систем. Овакво стање трајало је до Бечког конгреса.

### Поход на Египат
Порекло египатске експедиције треба тражити у оријенталним сновима Наполеона Бонапарте израженим већ при склапању Кампоформијског мира и припајањем Јонских острва. Египат је од 1517. године под влашћу османског султана. Међутим, мамелуци, који постоје у Египту већ од средине 13. века, стварно управљају овим османским ејалетом. Марсејски трговци одавно су били у додиру са Египтом. Француски конзул у Каиру већ 1796. године предлаже да се Египат окупира. Идеју је развио француски министар спољних послова, Шарл Морис де Таљеран који је намеравао да Египат замени изгубљене Антиле. Тиме би, међутим, избио рат против Османског царства, додуше противника знатно слабијег од Француске. Бонапарта је говорио о користи коју би освајање Египта имало по рат против Енглеске. Тиме би се контролисао један од пролаза ка Индији што је било веома значајно након енглеског заузимања Кејптауна.
Припреме су вршене веома брзо и у највећој тајности. Флота је после два месеца кренула из Тулона. Бонапарта је водио и комисију од 187 учењака, писаца и уметника. Египатска експедиција је без већег отпора заузела Малту и, заобилазећи енглеску флоту, допловила до Александрије 2. јула. Армија је марширала равно ка Каиру. Милиција мамелука поражена је у подножју пирамида. Француска пешадија разбила је мамелучку коњицу. Наполеон није прогонио мамелуке због недостатка коњице. Хорације Нелсон је за то време пронашао и разбио француску флоту код Абукира те је Наполеон остао заробљеник у Египту.

### Формирање Друге коалиције
Друга коалиција европских држава против Француске стварана је од априла до децембра 1798. године. Приступили су јој нападнута Турска и Русија. Нови руски цар, Павле I Романов (1796—1801) примио је претендента Луја и настојао га је инсталирати на француски престо. Руска флота добила је право пролаза кроз Босфор и Дарданели. Она је децембра 1798. године заузела Јонска острва. Коалицији приступају и Енглеска и Напуљ. Рат у Италији покренуло је римско питање. Аустријски генерал Мак заузео је Рим након чега следи офанзива Француза који заузимају Пијемонт, Рим и Напуљ. Формирана је Напуљска република, а Директоријум је Аустрији објавио рат. Другој коалицији пришао је и шведски краљ Густав IV. Формирање Друге коалиције поново је допринело ширењу револуционарног духа у Француској.
Армија Француске 1798. године, међутим, није била бројчано надмоћнија као армија II године. Дунавска армија под Журданом кретала се ка Бечу. Шерер је водио Италијанску армију преко Венеције такође ка Бечу. У центру је била Хелветска армија која је осигуравала комуникације. Аустријске снаге биле су приближно једнаке. У Немачкој је Журдан сузбијен и приморан на повлачење. У Италији је Суворов присилио Шерера на повлачење из Милана и Ломбардије. У Швајцарској се повлачи Масена. Републиканске армије повлаче се на свим фронтовима. Наполеон је заробљен у Египту.

## Кампања 1799. године
Француске трупе у Италији потукао је Суворов који се кретао ка Швајцарској преко Сент Готхарда на Алпима. У Швајцарској се Масена бори против Аустријанаца. Суворов и Корсаков поражени су у Швајцарској коју Французи поново заузимају. У Холандији англо-руске јединице доживљавају пораз под војводом од Јорка. Бонапарта је фебруара 1799. године кренуо ка Сирији у намери да се копненим путем врати у Европу. Међутим, поражен је код луке Акре те је наредио повлачење ка Египту. Турска армија која му је пошла у сусрет је разбијена. Бонапарта је сломио енглеску флоту у Абукиру. Међутим, рат на истоку ипак је био изгубљен. Увидевши то, Наполеон је команду препустио Клеберу и тајно се упутио назад у Француску. У Фрнцуској је Наполеон 18. бримера 8. године Републике (9. новембра 1799. године) извршио државни удар. Успостављен је привремени Конзулат од стране већине у Савету пет стотина. Они су донели одлуку о укидању Директоријума. Конзули Француске били су Сијес, Роже Дико и Наполеон Бонапарта који су преузели сва овлашћења Директоријума. Тројица конзула положила су заклетву и кренула у Париз. Француска република претворена је у војну диктатуру.

## Кампања 1800. године
Наполеон стаје на чело новоформиране "Резервне армије" којом на пролеће 1800. године покреће војну нападом на Италију. У бици код Монтебела Французи односе победу над Аустријанцима. Аустријанци накратко заузимају територију Цисалпинске републике, али је Наполеон, заједно са Андреом Масеном, однео 14. јуна велику победу у бици код Маренга. Наполеон је пристао на примирје по коме Аустријанци евакуишу Пијемонт, Ђенову и Ломбардију. У Немачкој, воде се битке код Енгена, Мескирха и Бибераха. Аустријски генерал Крај није успео да са 80.000 људи заустави француску војску. Приморан је на примирје у Парсдорфу. Аустријанци одбијају Наполеонову понуду за мир на наговор Велике Британије. У наставку рата, Наполеон односи победу код Хоенлиндена и приморава Аустрију да крајем године тражи примирје.

## Кампања 1801. године
Мир са Аустријом потписан је 9. фебруара 1801. године у Линевилу. Према одредбама Линевилског мира цела Немачка, до граница Пруске и Аустрије пада под непосредан утицај Француске. Тоскана постаје Етрурска краљевина. Са Напуљом је Наполеон прво закључио примирје у Фолињоу (9. фебруар), а затим мир у Фиренци. Са папом је закључио конкордат. Када је прошла опасност од Аустријанаца, Наполеон је одлучио да предузме велики поход на Велику Британију. Иако је француска флота била слабија, Британци, застрашени могућим поразом, пристају на потписивање Амијенског мира (25. март 1802.) са Француском. Амијенским миром прећутно је призната британска власт на мору, а француска власт на копну. Миром у Амијену завршен је рат Друге коалиције и Француски револуционарни ратови. У Египту је рат настављен под командом француског генерала Жана Клебера који Турке побеђује у бици код Хелиопоља (20. март 1800). Када је Клебер умро, заменио га је неспособни Жак Мену. 8. марта 1801. године он трпи пораз код Абукира и потписује капитулацију. Крајем септембра француске трупе напуштају Египат.